# Live... From the Depths of the Underworld
Live... From the Depths of the Underworld è un album in dal vivo  della thrash metal band statunitense Evildead, pubblicato nel 1992 dalla SPV GmbH.

## Descrizione
La traccia nove non era mai stata pubblicata negli album precedenti. La copertina è disegnata da Edward J.Repka.

## Tracce
1. Comshell Intro – 1:58
2. Underworld – 3:42
3. Global Warming – 3:09
4. Gone Shootin' – 3:06
5. Parricide – 4:27
6. F.C.I. / Kuwait – 3:40
7. The 'Hood – 3:31
8. Annihilation – 4:23
9. Darkness – 4:45

Durata totale: 32:41

## Formazione
- Phil Flores – voce
- Juan Garcia – chitarra
- Dan Flores - chitarra
- Karlos Medina – basso
- Joe Montelongo – batteria